# Heinrich Burmester

Heinrich Burmester

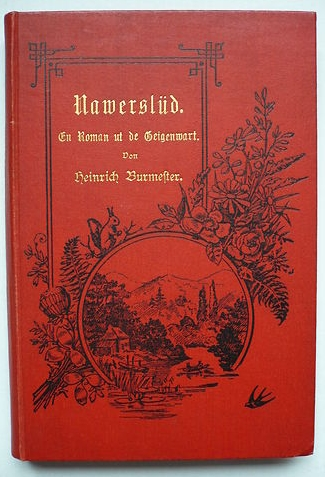
Deckelillustration zu Heinrich Burmesters Nawerslüd

Heinrich Burmester (* 10. November 1839 in Niendorf a. d. St.; † 24. April 1889 in Boizenburg) war ein niederdeutscher Schriftsteller.
Burmester war der Sohn eines Bauern und besuchte die Dorfschule, danach das Seminar in Ratzeburg. Er wurde an der Vorschule des Ratzeburger Gymnasiums angestellt, seine Entlohnung war aber derart kümmerlich, dass er es vorzog, nach Hamburg zu gehen, wo er an Privatschulen unterrichtete. Ein Studium der Philologie konnte er aus Geldmangel nicht beenden. Er arbeitete als Korrektor beim Altonaer Merkur, bis diese Zeitung ihr Erscheinen einstellte. Darauf zog er nach Lauenburg/Elbe, wo er sich mit Filzpantoffelmacherei ernährte.
Seine ersten im Selbstverlag erschienenen Veröffentlichungen plattdeutscher Gedichte erregten die Aufmerksamkeit des Schriftstellers Karl Theodor Gaedertz, der Burmester in Berlin eine Stellung verschaffte. Ein Angebot, die Leitung der Lauenburger Landeszeitung zu übernehmen, veranlasste ihn, seine feste Stellung aufzugeben und ohne einen neuen Vertrag nach Lauenburg zu gehen. Burmester hatte sich durch die realistischen Schilderungen der Nöte der Landbevölkerung in einflussreichen Kreisen Feinde gemacht, die nun seine Anstellung verhinderten. Es folgten jahrelange Prozesse, die zu keinem Erfolg für Burmester führten. In Verzweiflung über seine aussichtslose materielle Lage beendete er sein Leben durch einen Sprung in die Elbe.

## Werke
- Arm un Riek. Ein Bild aus dem Leben. In Niedersächsisch-Lauenburgischer Mundart. Meißner, Hamburg 1872. (Digitalisat)
- Schaulmester Klein. Ein Bild aus dem Leben. Selbstverlag, Hamburg 1873.
- Ohmvetter. Ein Bild aus dem Leben. Nietzsche, Bergedorf 1877.
- Landstimmen. Eine Sammlung plattdeutscher Gedichte nebst einigen hochdeutschen. Selbstverlag, Fitzen 1881.
- Das verkommene Genie, ein Spiegelbild. Selbstverlag, Lauenburg 1882.
- Harten Leina. En Speigel vör Land un Lüd. Zwei Teile.  Mit einer Einleitung von Karl Theodor Gaedertz. Kogge & Fritze, Berlin 1884. Nachdruck der 4. Aufl. Verl. d. Bergedorfer Buchdruckerei, Hamburg-Bergedorf 1986.
- Hans Höltig. 'ne Geschicht ut plattdütschen Lann.  Rentzel, Berlin 1885.
- Nawerslüd. En Roman ut de Geigenwart. Friedrich, Berlin 1886. Neuausg. 2006 ISBN 978-3-928874-12-0